# أنظمة الهندسة العضوية
أنظمة الهندسة العضوية (OES) هي تكنولوجيا زراعية عضوية أو زراعة بدون تربة أو زراعة هوائية أو زراعة مائية التي يتم تصميمها على أنها نظام هندسي إنشائي.  ويكمن الهدف الرئيسي من وراء هذه التكنولوجيات في زراعة الأطعمة في المباني. فأنظمة الهندسة العضوية هي تكنولوجيا زراعية وتعتبر قسمًا فرعيًا من الهندسة البيئية بسبب أنها محاكاة للأنظمة البيئية الطبيعية لإنتاج الطعام وتعرف على أنها بستنة حضرية.